# Margone (Usseglio)
Margone (Margon, pronunciato Margun in piemontese) è una frazione del comune di Usseglio, nella città metropolitana di Torino.
Si trova nelle Valli di Lanzo, più precisamente nella Valle di Viù, di cui è l'ultima frazione raggiungibile tutto l'anno, in quanto la strada provinciale per il Lago di Malciaussia d'inverno viene chiusa al traffico.

## Toponimo
Il nome della frazione deriverebbe dal dialetto locale, la lingua Francoprovenzale, o dall'Arpitano «Margoun», che significava le particolari costruzioni dei numerosi alpeggi tuttora presenti sul territorio.

## Geografia

### Territorio

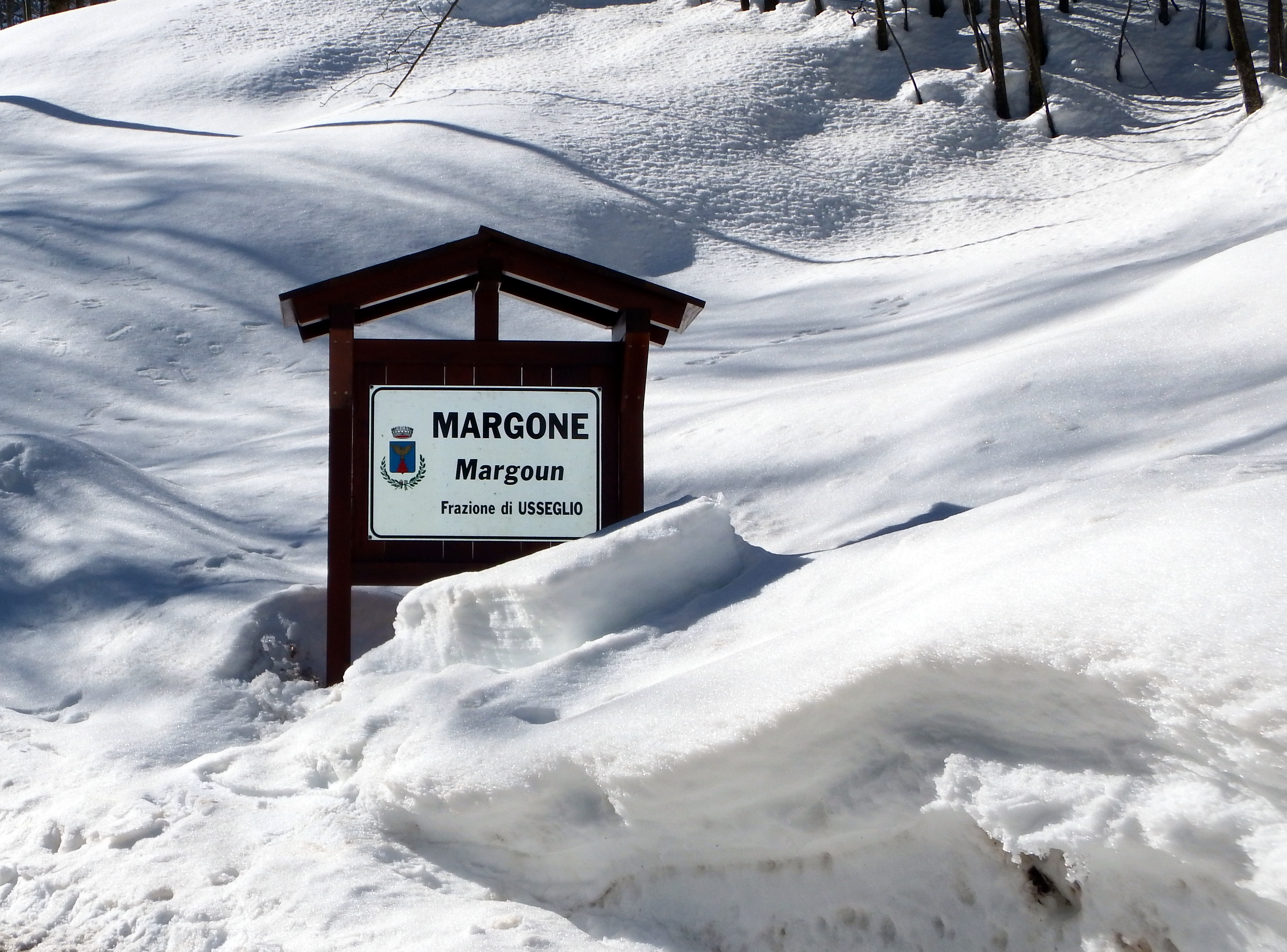
Cartello stradale all'ingresso della frazione

La frazione è situata a 1450 m.s.l.m. e dista circa tre chilometri dal municipio e dalla chiesa parrocchiale del comune di Usseglio. È posizionata lungo la SP32 tra le frazioni di Quagliera e Malciaussia. Il paesaggio è tipicamente alpino, tra le montagne delle Alpi Graie che svettano sulla frazione si possono notare il Rocciamelone (3538 m.s.l.m.), la punta Lunella (2772 m.s.l.m.), la Croce Rossa (3566 m.s.l.m.), ma soprattutto il Monte Lera (3355 m.s.l.m.), la cui inconfondibile forma caratterizza il panorama della frazione. Nella frazione scorre la Stura di Viù, uno dei tre rami che formano la Stura di Lanzo, affluente di sinistra del Po. Il corso d'acqua ha indubbiamente carattere torrentizio: non sono infatti rari i fenomeni alluvionali, che possono anche interessare alcuni dei suoi rii immissari presenti nella frazione.

### Clima

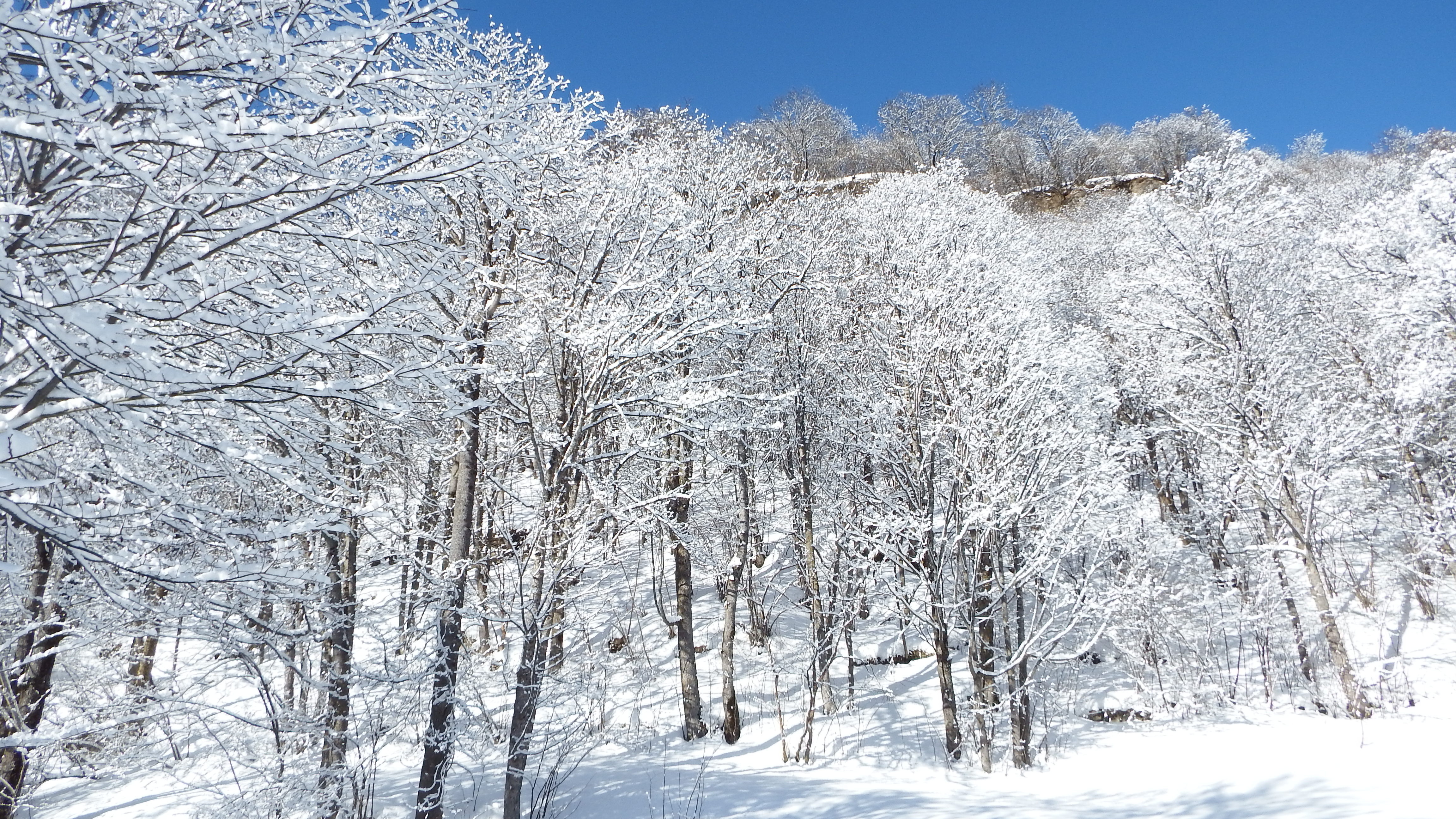
Piante innevate

Il clima è tipicamente montano, con inverni lunghi ed abbondanza di nevicate (nel 2009 si sono raggiunti i 3 metri di neve), primavere ed autunni piovosi tanto che in un anno si raggiungono mediamente i 1200 mm di pioggia. In estate le temperature sono miti. Dalla vicina Stazione meteorologica di Usseglio si può notare come la temperatura media annua si aggiri intorno ai 4,5 °C, con un minimo nel mese di gennaio di circa -11 °C ed un massimo, registrato nel mese di luglio, con un valore di poco superiore ai 20 °C. Essendo più alta la frazione rispetto al comune, le temperature sono più fredde di 0,5-1,5 gradi.
| MARGONE            | Mesi  | Mesi | Mesi | Mesi | Mesi | Mesi | Mesi | Mesi | Mesi | Mesi | Mesi | Mesi | Stagioni | Stagioni | Stagioni | Stagioni | Anno |
| MARGONE            | Gen   | Feb  | Mar  | Apr  | Mag  | Giu  | Lug  | Ago  | Set  | Ott  | Nov  | Dic  | Inv      | Pri      | Est      | Aut      | Anno |
| ------------------ | ----- | ---- | ---- | ---- | ---- | ---- | ---- | ---- | ---- | ---- | ---- | ---- | -------- | -------- | -------- | -------- | ---- |
| T. max. media (°C) | −0,2  | 3,2  | 7,0  | 10,5 | 15,0 | 18,5 | 21,7 | 20,5 | 17,0 | 11,2 | 4,1  | 1,0  | 1,3      | 10,8     | 20,2     | 10,8     | 10,8 |
| T. min. media (°C) | −11,0 | −9,5 | −4,5 | −3,0 | 1,5  | 5,3  | 7,0  | 6,5  | 4,0  | −0,2 | −5,0 | −8,0 | −9,5     | −2,0     | 6,3      | −0,4     | −1,4 |

## Storia
Una lapide, misteriosamente sparita negli anni '30 del XIX secolo, dava per certo il passaggio nella frazione delle truppe del cartaginese Annibale nella sua discesa dalla vicina Francia all'Italia con i suoi elefanti. Tale ipotesi pare sia stata confermata anche da una più recente ricostruzione, "La druida di Margùn" di Sisto Merlino, basata sugli scritti di Polibio e Tito Livio: questa, addirittura, suppone che il nome della frazione derivi dal luogotenente di Annibale Magone il Sannita che nel settembre del 218 A.C. era al comando delle truppe cartaginesi.

## Popolazione
A causa dell'emigrazione, soprattutto verso la pianura torinese, la popolazione di Margone è da oltre un secolo in lenta e progressiva diminuzione: attualmente i residenti stabili sono 13.

## Monumenti e luoghi d'interesse
La cappella situata nel centro della frazione è intitolata a San Giovanni Battista. Il giorno della festa patronale è il 24 giugno. Altro edificio degno di nota, oltre alla cappella, è la casa dell'imprenditore Luigi Cibrario (omonimo del famoso politico) del la quale, durante la seconda guerra mondiale, divenne un ospedale in supporto all'ospedale di Lanzo Torinese, in cui venivano condotti i feriti gravi da tutte le Valli di Lanzo, e, con mezzi di fortuna, anche dalla Bassa Val Susa.
 Nei pressi della frazione si trova la Madonnina della Pace, statua eretta nel 1918 dopo che l'anno prima, durante la Grande Guerra, il cappellano don Giuseppe Giacosa supplicò la Madonna affinché si arrivasse alla pace; nel 1958 il parroco di Usseglio, don Pietro Giacomelli, curò poi nello stesso luogo la costruzione di una cappella.

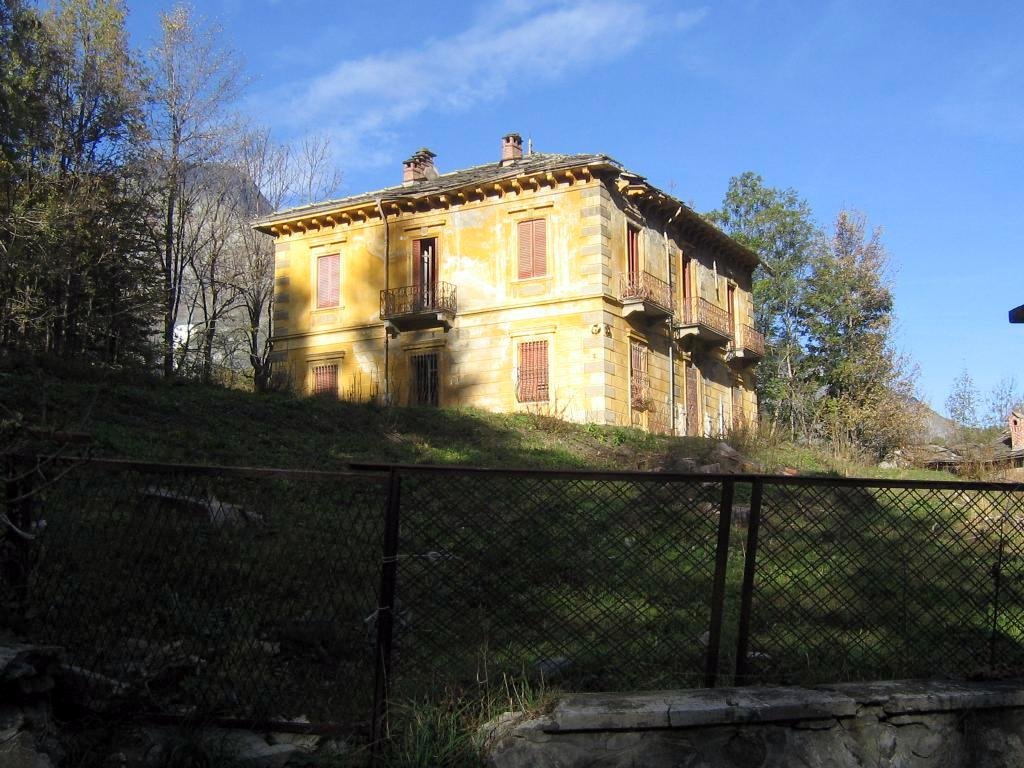
Casa Cibrario
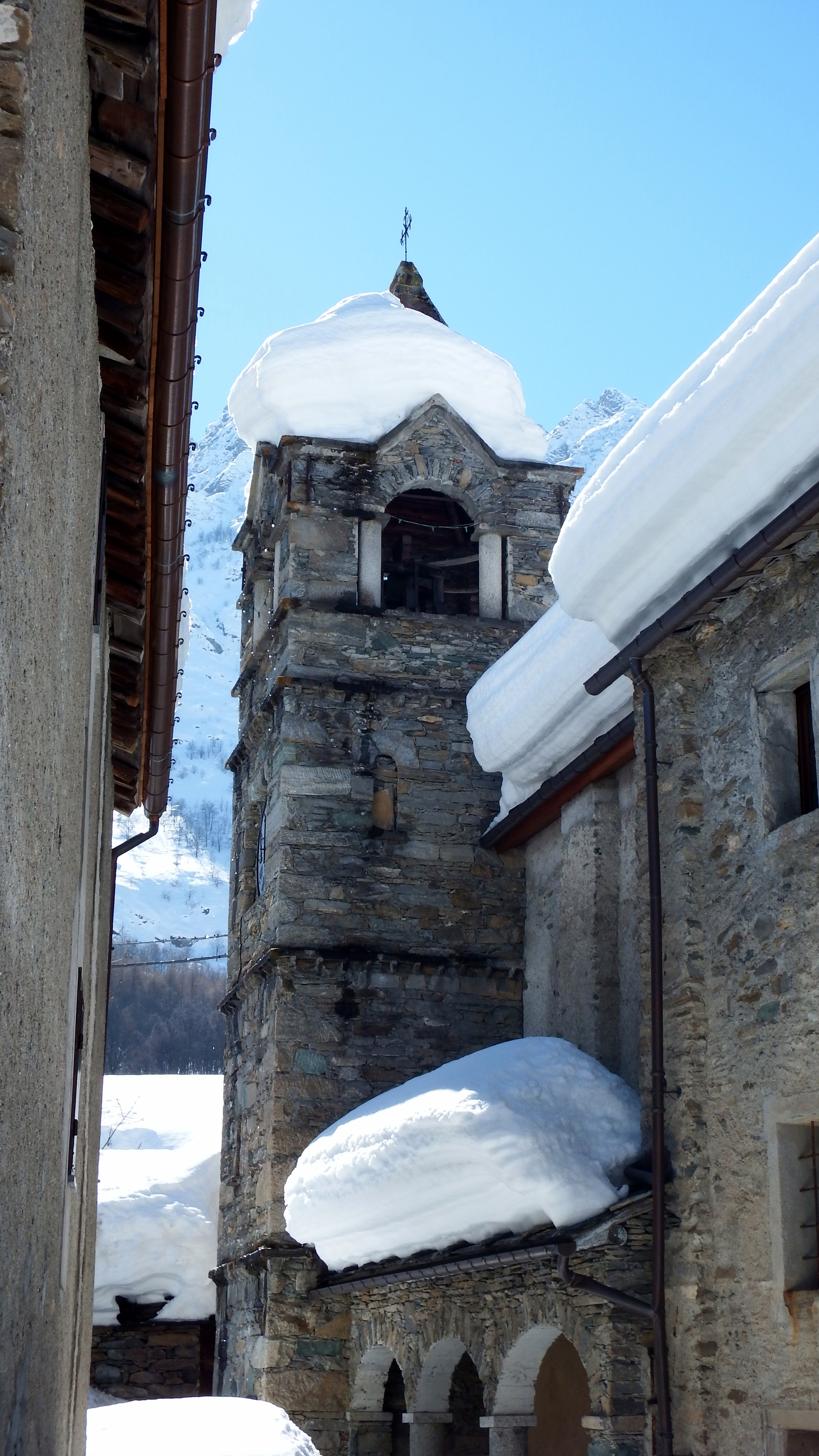
Chiesa San Giovanni Battista
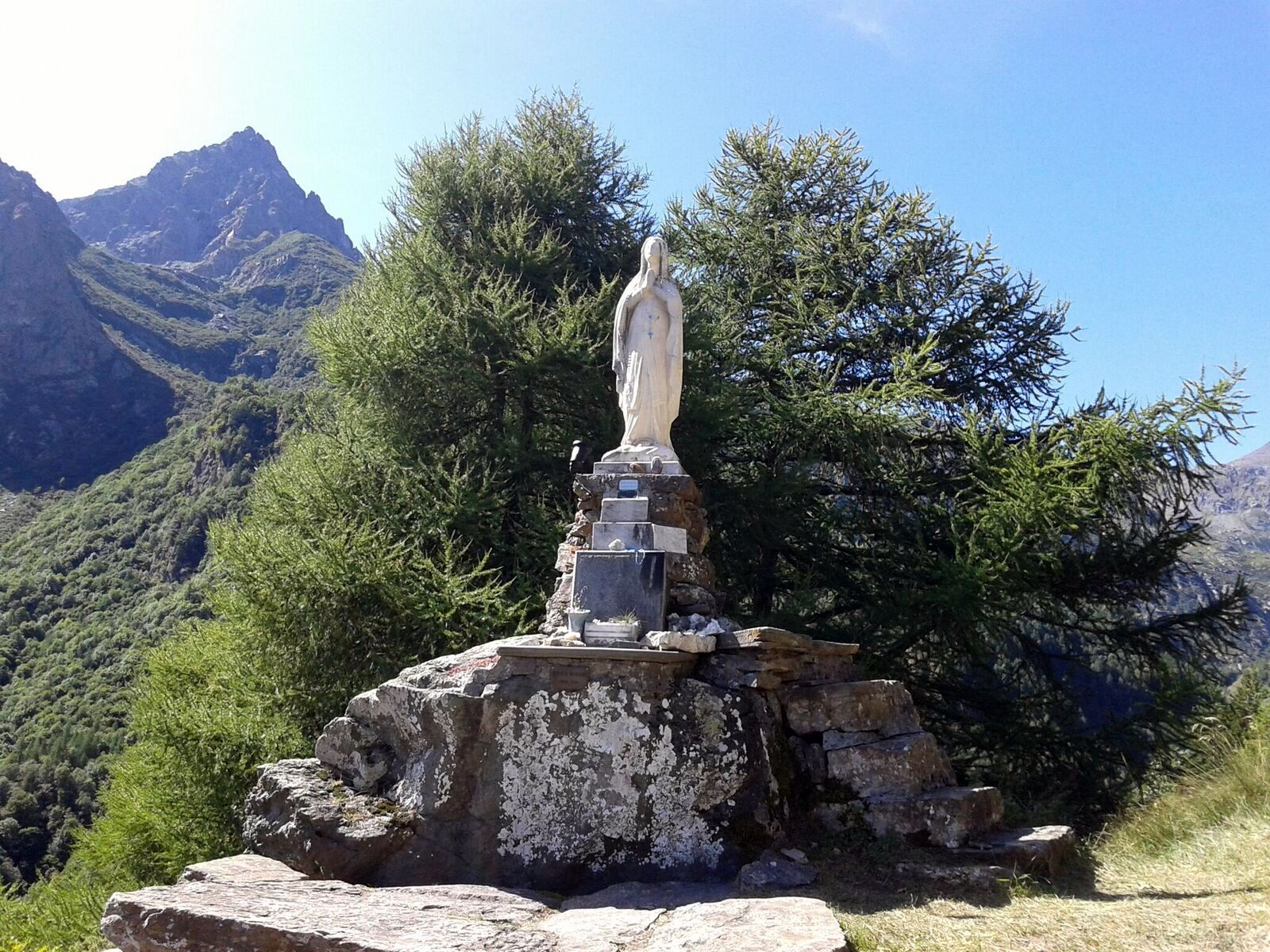
Madonnina della Pace

## Economia
Come risorse economiche della frazione si possono citare gli alpeggi ed il turismo: i primi caratterizzano il paesaggio con numerosi greggi e mandrie che vi giungono con caratteristiche transumanze e soggiornano nel periodo più caldo dell'anno presso i prati della vallata.
Il turismo, invece, è presente soprattutto nei fine settimana: in inverno grazie alla vicinanza delle piste di sci di fondo di Usseglio e da quelle di sci alpino di Pian Benot; nel periodo estivo ai villeggianti che popolano le seconde case si affiancano anche i turisti giornalieri che animano i prati della frazione e di quelli della vicina Malciaussia.

## Sport
La frazione è un punto di partenza per le molteplici escursioni che la zona permette sia in inverno con l'utilizzo delle ciaspole sia in estate su panoramici sentieri che conducono in quota.